# San Felipe (Cuba)
San Felipe es una localidad perteneciente al municipio Quivicán, en la provincia de Mayabeque en la isla de Cuba. Dentro de la administración política administrativa de la isla, tiene el rango de Consejo Popular.

## Historia
Caserío y parroquia del Partido de Quivicán, división administrativa histórica de la Jurisdicción de Bejucal en el Departamento Occidental. El 8 de abril de 1880 Quivicán se constituye como ayuntamiento, segregado del de Bejucal. Antes de 1961 San Felipe perteneció al municipio de Batabanó. Debe su desarrollo a la construcción del ferrocarril de Güines, primero construido en Cuba en 1839, actual Línea Sur. San Felipe es una estación importante de la misma, de donde parte el ramal que lo une al puerto de Batabanó. 